# Língua pomo meridional
O pomo meridional é uma das sete línguas pomoanas mutuamente inteligíveis que foram faladas pelos pomos do norte da Califórnia ao longo do rio Russian e do lago Clear. As línguas Pomo foram agrupadas num grupo chamado línguas Hokanas. O Pomo Meridional talvez seja a única do grupo que preserva a grande quantidade de sílabas herdadas de uma língua chamada Proto-Pomo, uma protolíngua que originou as sete línguas pomo.

## Falantes
Os falantes do pomo meridional nunca foram um grupo político unificado; estavam espalhados por uma série de aldeias e falavam dialetos diferentes. Eses falantes de Pomo não tinham um nome para sua língua ou para si próprios. Como a mais meridional língua pomoana, seus falantes foram os primeiros a sofrer como a invasão espanhola na região e foram usadas pelos espanhóis para construir a última das missões da Califórnia. Os danos causados durante o período colonial espanhol foram agravados como o posterior controle dos Estados Unidos na Califórnia. Somente as populações setentrionais de falantes de Pomo Meridional, aqueles dos dialetos de Dry Creek, Condado de Sonoma e de Cloverdale, sobreviveram para serem para serem registradas pelos linguistas da época que obtiveram assim os dados  sobre a língua.
Pelo menos quatro “rancherias” (termo californiano para pequenas reservas indígenas) incluem membros cuja língua ancestral era o Pomo Meridional: Dry Creek, Cloverdale, Lytton e Graton Rancheria. Em 2012 havia somente um falante fluente, esse de  Dry Creek, um que lembrava de algo e algumas pessoas que haviam aprendido algum vocabulário quando crianças.

## Pesquisas
Uma pequena quantidade de dados foi coletada pelos primeiros pesquisadores tais como Samuel Barrett; no entanto, um trabalho mais extenso foi somente realizado por Abraham M. Halpern na década de 1940. Halpern recolheu um número de palavras e textos do Pomo Meridional como parte de um esforço maior para coletar dados sobre todas as línguas pomoanas. Halpern publicou um artigo, Southern Pomo h and ʔ and Their Reflexes, que abordou aspectos da fonologia. Notas não publicadas de Halpern ainda se encontram na biblioteca da Universidade da Califórnia em Berkeley. Robert L. Oswalt, que escreveu uma gramática da língua relacionada, o kashaya (Pomo do Sudoeste), começou a coletar mais dados do Pomo Meridional cerca de 30 anos depois dos trabalhos de campo de Oswalt. Oswal,t ao final, publicado um texto traduzido e anotado, Retribution for Mate-Stealing: A Southern Pomo Tale, bem como muitos outros artigos que incluíam Pomo Meridional e de outras línguas pomoanas. Embora Oswalt tenha trabalhado muito na execução de um dicionário da língua, nunca chegou a concluí-lo.

## Fonologia

### Consoantes
|                |                | Labial | Dental | Alveolar | Post-alveolar | Palatal | Velar | Glotal |
| -------------- | -------------- | ------ | ------ | -------- | ------------- | ------- | ----- | ------ |
| Plosiva        | Não aspirada   | p      | t̪      | t        |               |         | k     | ʔ      |
| Plosiva        | Aspirada       | pʰ     | t̪ʰ     | tʰ       |               |         | kʰ    |        |
| Plosiva        | ejetiva        | pʼ     | t̪ʼ     | tʼ       |               |         | kʼ    |        |
| Plosiva        | Sonora         | b      |        | d        |               |         |       |        |
| Africada       | Não aspirada   |        |        | ts       | tʃ            |         |       |        |
| Africada       | Aspirada       |        |        |          | tʃʰ           |         |       |        |
| Africada       | Ejetiva        |        |        | tsʼ      | tʃʼ           |         |       |        |
| Fricativa      | Fricativa      |        |        | s        | ʃ             |         |       | h      |
| Nasal oclusiva | Nasal oclusiva | m      |        | n        |               |         |       |        |
| Semivogal      | Semivogal      | (w)    |        |          |               | j       | (w)   |        |
| Lateral        | Lateral        |        |        | l        |               |         |       |        |

## Escrita
A língua Pomo usa uma forma do alfabeto latino que não apresenta as letras G, H, J, Q, R, V, X, Z. Usam-se 6 formas derivadas da letra C com diacríticos, Ch; Idem para T, com Th; Há 3 formas de P;